# Rubold Ödön
Rubold Ödön (Szekszárd, 1954. április 1. –) Jászai Mari-díjas magyar színész, érdemes művész.

## Életpályája
Villamosmérnöknek tanult a Budapesti Műszaki Egyetemen, ahol a Szkéné Színház társulatának tagja volt. 1982-ben elvégezte a Színház- és Filmművészeti Főiskolát, osztályfőnöke Marton Endre volt. 1982–1997 között a Nemzeti Színház tagja, majd 1997–1999 között szabadúszó volt. 1999–2009 között a kecskeméti Katona József Színházhoz szerződött. 2009-től ismét szabadfoglalkozású lett. 2011–12-ben Szarvason, 2012–2014 között a békéscsabai Jókai Színházban játszott és rendezett. Színészi pályafutása mellett Színészmesterséget tanított a Nemzeti Színiakadémián. Számos neves színházban szerepel vendégművészként. 2017-től ismét a Nemzeti Színház tagja.
Testvére, Rubold Péter labdarúgó. 
Felesége Götz Anna színésznő volt, akitől elvált. Két ikergyermekük van, Emília és Bálint.

## Színházi szerepei
A Színházi adattárban regisztrált bemutatóinak száma: 93. Ugyanitt huszonnyolc színházi fotón is látható.
| - Kern: Komédiások hajója.... - Madách Imre: Az ember tragédiája....Rafael főangyal; Gábor arkangyal; Catullus; Harmadik udvaronc; Márki; Arthur; Luther; Platón - Bertolt Brecht: Kispolgári nász....A fiatalember - Molière: Kényszerházasság....Lycaste - Csiky Gergely: Mukányi....Dr. Kokas - Dosztojevszkij: A Karamazov testvérek....Ivan - Kemény Zsigmond: A rajongók....Laczkó István - William Shakespeare: A makrancos hölgy avagy Boszorkányszelídítés....Philip - Keroul-Barré: Léni néni....Bernard; A vén tudós; Komornyik - Zilahy Lajos: Fatornyok....Árpád - Aiszkhülosz: Leláncolt Prométheusz....Hermész; Prométheusz - Illyés Gyula: Tiszták....Gerard - Shakespeare: Rómeó és Júlia (színmű)....Tybalt - Módos Péter: ...És itt a Földön is....Orseolo Péter - Hubay Miklós: Freud, az álomfejtő álma (Különös nyáréjszaka)....A királyfi; A határőr - Molière: Tartuffe....Damis - Carlo Goldoni: Arlecchino, a két úr szolgája....Florindo Aretusi - Gosztonyi János: A festett király....Ferdinánd királyfi - Szörényi Levente: István, a király....Asztrik; Pázmány - Shakespeare: A velencei kalmár....Antonio - Háy Gyula: Attila éjszakái....Lauderik - Móricz Zsigmond: Légy jó mindhalálig....Török bácsi; Juhász; Igazgató - Madách Imre: Mózes....Józsué - Tamási Áron: Énekes madár....Bakk Lukács - Illyés Gyula: Lélekbúvár....Dudás - Szörényi Levente: Fehér Anna....Horváth Gergő - Csepreghy Ferenc: A piros bugyelláris....Csillag Pál - Agatha Christie: Az egérfogó....Trotter - Galgóczi Erzsébet: Vidravas....Smukk Tóni - Száraz György: A nagyszerű halál....Dőry István - Barta Lajos: Szerelem....Komoróczy - Shakespeare: A vihar....Ferdinánd királyfi - Márai Sándor: A kassai polgárok....Kristóf - Remenyik Zsigmond: Kard és kocka....Schwartzenau - Zilahy Lajos: Hazajáró lélek....Vahlberg gróf - Shakespeare: Antonius és Kleopátra....Antonius - Ránki György: Egy szerelem három éjszakája....Viktor - Lessing: Bölcs Náthán....Templomos lovag - Szörényi Levente: Kőműves Kelemen....Boldizsár - Páskándi Géza: Tornyot választok....Második koldus - Schiller: Don Carlos....Posa márki - Pap Károly: Szent színpad avagy színház az egész világ....Iglós István - Füst Milán: Negyedik Henrik király....Hochenstaufen Frigyes | - Shakespeare: Lear király....Edmund - Kerényi-Balogh: Csíksomlyói passió....Kajafás - Móricz Zsigmond: Úri muri....Lekenczey gróf - Shakespeare: Othello, a velencei mór....Jagó - Miller: A bűnbeesés után....Mickey - Bordon: Holdfogyatkozás....Fiú - Pozsgai Zsolt: Mert a mamának így jó....Luigi Giannutri - Ibsem: Kis Eyolf....Allmers - Pozsgai Zsolt: Thénea....Hüpnosz - Horváth Péter: Amphitrüon 2000....Hermész - Szirmai Albert: Mágnás Miska....Korláthy gróf - Kovács Attila: Kinizsi Pál....Mátyás király - Svarc: A király meztelen....Érzelemügyi miniszter - Bloch: Pszicho....Steiner doktor hangja - Molière: Don Juan avagy a kőszobor vacsorája....Don Louis - Bresan: Paraszthamlet....Andra Skunce - Karinthy Frigyes: Omnibusz....Lőwinger - Bulgakov: Álszentek összeesküvése (Molière)....XIV. Lajos király - Spiró György: Liliomfiék az Alföldön, avagy Fogadó a Nagy Kátyúhoz....Szilvai Tódor - Molière: Dandin....Clitandre - Szigligeti Ede: Liliomfi....Szilvai professzor - Berg: Helge élete....Isten asszony - Gombrowicz: Yvonne, Burgundi hercegnő....Kamarás - Pozsgai Zsolt: Szabadságharc Szebenben....Polgármester - Csehov: A Manó....Alekszandr Vlagyimirovics Szerebrjakov - Zerkovitz Béla: Csókos asszony....Báró Tarpataky - Ionescu: A kopasz énekesnő....Mr. Martin - Tolsztoj: Élő holttest....Vizsgálóbíró - Büchner: Danton halála....Hermann - Gogol: Háztűznéző....Kacskarjov - Tasnádi István: Finito (A magyar zombi)....Pál - Kálmán Imre: Montmartre-i Ibolya....Színidirektor - Molnár Ferenc: Játék a kastélyban....Turay - Pozsgai Zsolt: Tessedik....József nádor - Kosztolányi Dezső: Nero....Seneca - Haïm: Hazárd keringő....Angyal - Ruzante: A csapodár madárka....Tonin - Jókai Mór: A kőszívű ember fiai....Tallérossy Zebulon - Shakespeare: Lear király....Kent grófja - Benedekfi-Bartus: Lovak....Tangó, versenyló - Molnár Ferenc: A fehér felhő - Fekete ég....Tisza István gróf - Tamási Áron: Vitéz lélek....Ambrus - Vörösmarty Mihály: Csongor és Tünde....Fejedelem - Szilágyi Andor: Tóth Ilonka....Riporter |

### Pódium műsorok
- A mi Sütő Andrásunk - Sütő András emlékest
- Örökkék ég a felhők mögött - Babits Mihály versfolyam
- Üdv, Széchenyi! - Széchenyi emlékműsor
- Bessenyei Ferenc emlékműsor
- Színpad és kínpad 1956-1958 - 1956 színházi és színészi eseményei

## Filmjei
| - Mephisto (1981) - Tegnapelőtt (1982) - Au nom de tous les miens (1983) - Te rongyos élet (1983) - Napló gyermekeimnek (1984) - Redl ezredes (1985) - A vörös grófnő (1985) - Hány az óra, Vekker úr? (1985) - Érzékeny búcsú a fejedelemtől (1987) - Túsztörténet (1989) - Az álommenedzser (1994) - Európa expressz (1999) - A szalmabábuk lázadása (2001) - Hamvadó cigarettavég (2001) - Szőke kóla (2005) - Mansfeld (2006) - Budakeszi srácok (2006) - Örvény (2008) - Majdnem szűz (2008) - Veszélyes lehet a fagyi (2022) | - Faustus doktor boldogságos pokoljárása (1982) - Három kövér (1983) - A béke szigete (1983) - Szemet szemért (1985) - Békestratégia (1985) - Lenkey tábornok (1985) - Kard és kocka (1986) - A fekete kolostor (1986) - Égető Eszter (1989) - Eszmélet (1989) - Uborka (1991-2002) hang - Kisváros (1994-2001) - A körtvélyesi csíny (1995) - Pótvizsga (1996) - Családi album (2000-2001) - Első generáció (2001) - Rendőrsztori (2002) - Limonádé (2002) - Tea (2002) - A Pál utcai fiúk (2003) - Barátok közt (2003) - Szabadságharc Szebenben (2007) - A király halála – II. Lajos élete és rejtélyes halála (2015) - A jó pásztor - Toursi Szent Márton élete (2016) - A merénylet (2018) |

## Szinkronszerepei
| Film címe                              | Eredeti címe                               | Év (magyar változat) | Rendező                | Szerep             | Színész                  |
| -------------------------------------- | ------------------------------------------ | -------------------- | ---------------------- | ------------------ | ------------------------ |
| A múmia                                | The Mummy                                  | 1999                 | Stephen Sommers        | Jonathan Carnahan  | John Hannah              |
| A múmia visszatér                      | The Mummy Returns                          | 2001                 | Stephen Sommers        | Jonathan Carnahan  | John Hannah              |
| A múmia: A Sárkánycsászár sírja        | The Mummy: Tomb of the Dragon Emperor      | 2008                 | Rob Cohen              | Jonathan Carnahan  | John Hannah              |
| Figyelem                               | L' attenzione                              | 1985 (1989)          | Giovanni Soldati       | Alberto            | Ben Cross                |
| Ikon                                   | Icon                                       | 2005                 | Charles Martin Smith   | Anatolij Grishin   | Ben Cross                |
| Madame Bovary                          | Madame Bovary                              | 2014 (2016)          | Sophie Barthes         | Lheureux úr        | Rhys Ifans               |
| Megőrjít a csaj                        | She's Funny That Way                       | 2014 (2015)          | Peter Bogdanovich      | Seth Gilbert       | Rhys Ifans               |
| Flubber - A szórakozott professzor     | Flubber                                    | 1997                 | Les Mayfield           | Wilson Croft       | Christopher McDonald     |
| Koponyák                               | The Skulls                                 | 2000 (2001)          | Rob Cohen              | Martin Lombard     | Christopher McDonald     |
| Végzetes diagnózis: AIDS               | An Early Frost                             | 1985 (1988)          | John Erman             | Peter Hilton       | Donald Warren Moffett    |
| Zárt kör                               | Tales from the Hollywood Hills: Closed Set | 1988                 | Mollie Miller          | Cliff Harriston    | Donald Warren Moffett    |
| Sissi 2.: Sissi, az ifjú császárné     | Sissi - Die junge Kaiserin                 | 1956 (1990)          | Ernst Marischka        | Andrássy gróf      | Walter Reyer             |
| Sissi 3.: Sissi - Sorsdöntő évek       | Sissi - Schicksalsjahre einer Kaiserin     | 1957 (1991)          | Ernst Marischka        | Andrássy gróf      | Walter Reyer             |
| Zsivány Egyes – Egy Star Wars-történet | Rogue One: A Star Wars Story               | 2016                 | Gareth Edwards         | Jebel szenátor     | Jonathan Aris            |
| Emma                                   | Emma                                       | 2009                 | Jim O'Hanlon           | Mr. Weston         | Robert Bathurst          |
| A sors útjai                           | Love Affair                                | 1994                 | Glenn Gordon Caron     | Mike Gambril       | Warren Beatty            |
| Hosszú az út haza                      | The Long Voyage Home                       | 1940 (2009)          | John Ford              | Yank               | Ward Bond                |
| Alulról az ibolyát                     | Des pissenlits par la racine               | 1964 (2012)          | Georges Lautner        | Színházi portás    | Charles Bouillaud        |
| Rappaccini lánya                       | Rappaccini's Daughter                      | 1980 (1982)          | Magyar Dezső           | Vito               | Dennis Boutsikaris       |
| Szerelemmel látni                      | Les yeux de l'amour                        | 1959 (1988)          | Denys de La Patellière | Pierre             | Jean-Claude Brialy       |
| Földi űrutazás                         | Capricorn One                              | 1978 (2014)          | Peter Hyams            | Charles Brubaker   | James Brolin             |
| Az Overlord hadművelet                 | Code Name: Emerald                         | 1985                 | Jonathan Sanger        | Walter Hoffman     | Horst Buchholz           |
| Szellemles                             | Ghost Writer                               | 1989                 | Kenneth J. Hall        | Tom Farrell        | Jeff Conaway             |
| Millennium Man - A titkos fegyver      | Millennium Man                             | 1999                 | Bradford May           | Marco Sanjoni      | Edoardo Costa            |
| Porrá zúzott álmok                     | Out of the Ashes                           | 2003                 | Joseph Sargent         | Peter Schuman      | Bruce Davison            |
| Desperado                              | Desperado                                  | 1995 (1996)          | Robert Rodríguez       | Bucho              | Joaquim de Almeida       |
| A mélység kalandora                    | L'odyssée                                  | 2016                 | Jérôme Salle           | Etienne Deshaies   | Thibault de Montalembert |
| Szimatnak szemét, szemétnek szimat     | A Low Down Dirty Shame                     | 1994 (1995)          | Keenen Ivory Wayans    | Mendoza            | Andrew Divoff            |
| Állj mellém!                           | Stand by Me                                | 1986                 | Rob Reiner             | Az író             | Richard Dreyfuss         |
| A szarvasvadász                        | The Deer Hunter                            | 1978 (1991)          | Michael Cimino         | John               | George Dzundza           |
| Vörös és fekete                        | Le rouge et le noir                        | 1954 (1998)          | Claude Autant-Lara     | Norbert de La Mole | Mirko Ellis              |
| A botrányos kán-kán                    | La casta Susana                            | 1963 (1989)          | Luis César Amadori     | Rone               | Carlos Estrada           |
| Charlie Chan Londonban                 | Charlie Chan in London                     | 1934                 | Eugene Forde           | Hugh Gray          | Douglas Walton           |

## Díjai
- Békés megye nívódíja (1984)
- Rajz János-díj (1988, 1992)
- Farkas–Ratkó-díj (1988, 1990, 1992)
- Jászai Mari-díj (1993)
- A Magyar Köztársasági Érdemrend lovagkeresztje (2004)
- Ivánka Csaba-díj (2015)
- Szeleczky Zita-emlékgyűrű (2018)[4]
- Érdemes művész (2019)[5]